# Mistrovství Evropy v softballu mužů
Mistrovství Evropy v softballu mužů je evropské kontinentální mistrovství v mužském softballu. První turnaj se uskutečnil v roce 1993 a zpočátku se konal každé dva roky. Od roku 2008 se mistrovství koná každý sudý rok (výjimkou je rok 2020, kdy se mistrovství nekonalo z důvodu pandemie covidu-19 a bylo o rok odloženo).

## Přehled medailových týmů
| Poř. | Rok     | Místo          | Zlatá medaile | Stříbrná medaile | Bronzová medaile |
| ---- | ------- | -------------- | ------------- | ---------------- | ---------------- |
| 1.   | ME 1993 | Praha          | Nizozemsko    | Dánsko           | Česko            |
| 2.   | ME 1995 | Hørsholm       | Nizozemsko    | Dánsko           | Česko            |
| 3.   | ME 1997 | Bussum         | Česko         | Dánsko           | Nizozemsko       |
| 4.   | ME 1999 | Praha          | Česko         | Nizozemsko       | Dánsko           |
| 5.   | ME 2001 | Antverpy       | Česko         | Nizozemsko       | Velká Británie   |
| 6.   | ME 2003 | Choceň         | Nizozemsko    | Česko            | Velká Británie   |
| 7.   | ME 2005 | Nijmegen       | Česko         | Dánsko           | Nizozemsko       |
| 8.   | ME 2007 | Beveren        | Česko         | Dánsko           | Nizozemsko       |
| 9.   | ME 2008 | Kodaň          | Česko         | Dánsko           | Velká Británie   |
| 10.  | ME 2010 | Havlíčkův Brod | Dánsko        | Česko            | Velká Británie   |
| 11.  | ME 2012 | Amstelveen     | Česko         | Nizozemsko       | Velká Británie   |
| 12.  | ME 2014 | Havlíčkův Brod | Česko         | Dánsko           | Nizozemsko       |
| 13.  | ME 2016 | Montegranaro   | Česko         | Dánsko           | Belgie           |
| 14.  | ME 2018 | Havlíčkův Brod | Česko         | Nizozemsko       | Dánsko           |
| 15.  | ME 2021 | Ledenice       | Česko         | Dánsko           | Chorvatsko       |
| 16.  | ME 2023 | Hørsholm       | Česko         | Dánsko           | Nizozemsko       |

## Historické pořadí podle medailí
|    | Země           | Zlatá medaile | Stříbrná medaile | Bronzová medaile | Celkem |
| -- | -------------- | ------------- | ---------------- | ---------------- | ------ |
| 1. | Česko          | 12            | 2                | 2                | 16     |
| 2. | Nizozemsko     | 3             | 4                | 5                | 12     |
| 3. | Dánsko         | 1             | 10               | 2                | 13     |
| 4. | Velká Británie | 0             | 0                | 5                | 5      |
| 5. | Belgie         | 0             | 0                | 1                | 1      |
|    | Chorvatsko     | 0             | 0                | 1                | 1      |